# つばさ・きよし
つばさ・きよしは、吉本興業で活動していた漫才コンビ。愛称は「つばきよ」。2000年8月結成。2012年12月30日の『オールザッツ漫才2012』（MBSテレビで生放送）出演中、2013年でコンビを解散する事を発表した。

## メンバー
大木 つばさ（おおき つばさ、本名：辻内 幸司（つじうち こうじ）、1976年6月2日 - ）
ボケ担当。大木こだまの弟子にあたる。1997年に弟子入り。
大阪市港区出身。
立ち位置左。趣味は、スポーツ観戦。
顔立ちが濃いためイラン人と呼ばれる。
2007年結婚。1児（女の子）の父であるが2009年春に離婚。
以前は「うえきばち」というコンビ名で活動していた。
2009年9月に「のり鍋283」を開業。因みにのり鍋が芸人の間で不評で「水鍋」と呼ばれている。現在は味を改良されている。2010年5月からは店のリニューアルに伴いのり鍋をやめ海鮮居酒屋「283」として再オープンしたが現在は関わっていない。
2012年9月には北新地にバーをオープン。また、先にタイ式マッサージの資格を取った相方からの影響で、自身も同じ資格を取得した。なお、コンビ解散後はバーの経営に専念する。
ぼんち きよし （本名：佐藤 協相（さとう きよし）、1976年2月29日 -  ）
ツッコミ担当。ぼんちおさむの弟子にあたる。1994年に弟子入り（NSC（吉本総合芸能学院）では13期が同期に当たる）。
大阪市生野区出身。
立ち位置右。趣味はラグビーで、啓光学園ラグビー部で花園に出場経験がある。
出っ歯が特徴的。「明石家さんまのバッタもん」と言われることもしばしば。
気象予報士・片平敦に似ていることを漫才のつかみとして使うこともあるが、2009年4月10日、つばさ・きよし単独ライブに片平を招き、ダジャレ対決をするも、完敗。以後、片平との友情は続き、片平が1週間番組を病欠した際に心配して連絡をしたりし、交流は続いている模様。
既婚者。2児の父。
以前は「サイドB」というコンビ名で活動していた。
2007年頃から大相撲の尾上部屋のタニマチをしており、把瑠都凱斗と交流がある。
入門以来マッサージが芸人の仲間で評判になり、かつて藤田まことにもマッサージをした事がある。2010年に本格的にタイ式マッサージの資格をタイで1週間勉強し取得。またマッサージ「ほぐし屋きーぼー」も開業。
2016年から2018年まで、よしもとタイ住みます人としてタイに在住していた。

## 略歴
2000年8月結成。結成当時コンビ名の候補は、売れていつでもグァムやサイパンに行けるようにという願いをこめて「青空グァム・サイパン」にしたが、両師匠に反対された。 
デビューは三重の戦国時代村。その後は、岡山吉本への所属を経て、京橋花月（閉鎖）、NGKを中心に活動してきた。
「吉本最後の弟子っ子コンビ」と呼ばれたが、2012年12月30日の『オールザッツ漫才2012』（MBSテレビで生放送）出演中に、2013年でコンビを解散することを明かした。解散を機に、大木つばさは芸能界を引退するが、ぼんちきよしはピン芸人として芸能活動を続ける。

## 受賞歴
- 2001年 今宮子供えびすマンザイ新人コンクール 第13回 香川登枝緒賞
- 2005年 NHK上方漫才コンテスト 第35回 優秀賞

## 出演番組
- 爆笑オンエアバトル（NHK総合） 戦績4勝1敗 最高477KB
- ジャイケルマクソン （MBSテレビ）※不定期
- 千鳥のぼっけぇTV!（GAORA）※不定期
- 亀山つとむのかめ友 Sports Man Day （MBSラジオ）※不定期
- 爆笑レッドカーペット（フジテレビ）キャッチコピーは「通天閣のハゲタカ」
- ラジオよしもと むっちゃ元気スーパー!（ラジオ大阪）
- オールザッツ漫才（毎日放送、2010～2012年に出演）※2012年の「FootCutバトル」へ出演中に、コンビの解散を発表した。
- おかえりなさ〜い（「ほぐし屋きーぼー」のコーナー、福井テレビ）※きよしのみ

## 映画
- 酒井家のしあわせ